# Synaptic
Synaptic è un programma per la gestione dei pacchetti nelle distribuzioni basate su Debian. Si tratta di un frontend in GTK+ per l'Advanced Packaging Tool.

## Storia
Lo sviluppo di Synaptic fu iniziato da Conectiva, che chiese ad Alfredo Kojima, allora un suo impiegato, di scrivere un frontend grafico per apt, continuando il lavoro iniziato con la creazione del backend di apt per i pacchetti RPM, apt-rpm, nel caso fosse diventato parte del processo d'installazione della distribuzione Conectiva.
Anche Gustavo Niemeyer lavorò allo sviluppo di Synaptic, mentre era alle dipendenze della Conectiva. Synaptic attualmente è mantenuto da Michael Vogt.

## Caratteristiche
Con esso si possono installare, aggiornare, rimuovere pacchetti e aggiungere repository in maniera più semplice grazie ad un'interfaccia grafica (GUI) anziché utilizzare un'interfaccia a riga di comando.

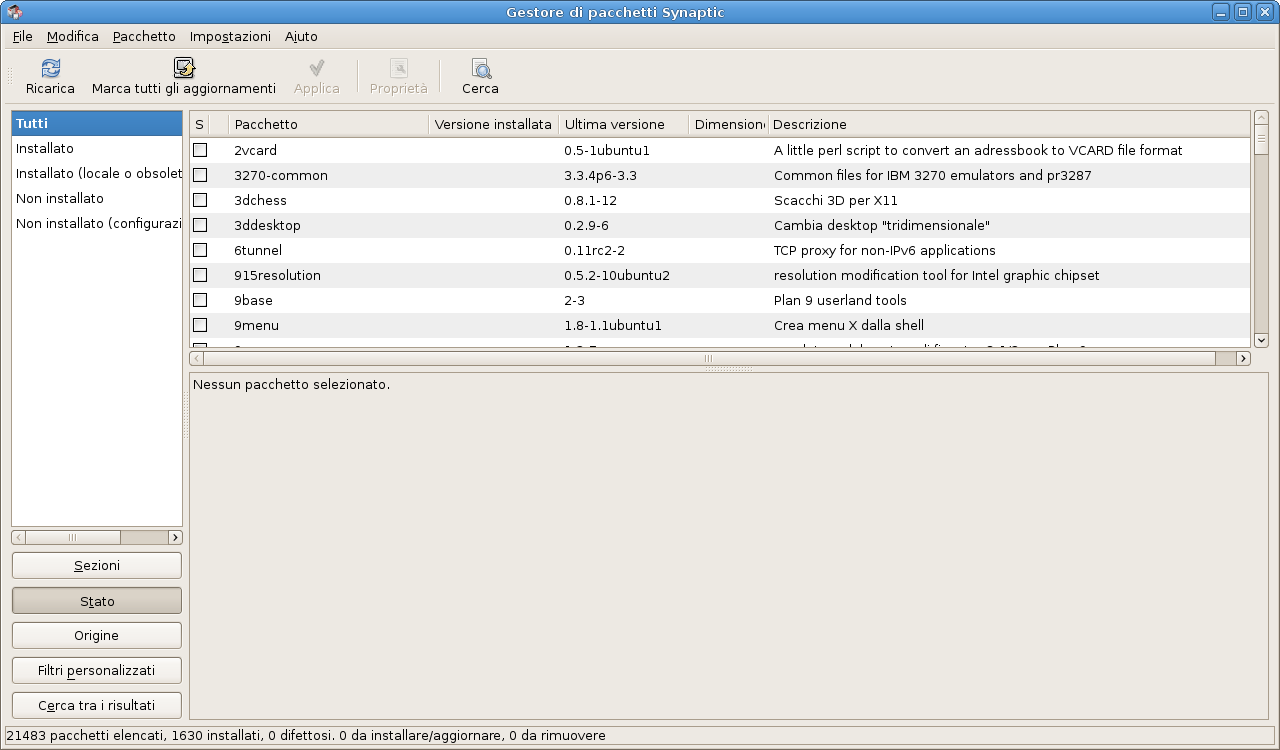
Utilizzo su Ubuntu

Synaptic può essere usato anche su sistemi basati su pacchetti RPM. Un esempio di Synaptic con RPM è quello di PCLinuxOS. Rende grafico e semplice anche l'inserimento di repository esterni alla distribuzione in uso.